# تفيريت
تفيريت هي قرية موريتانية تابعة لمقاطعة واد الناقة ولاية الترارزة تقع على بعد 25 كلم إلى الشرق من العاصمة نواكشوط.

## سكان
سكان قرية تفيريت هم أهل الفغ المختار من قبيلة بنى يعقوب إحدى القبائل المعقلية الموريتنية المشهورة بعلمها ودينها ينتهى نسبها إلى جعفر الطيار شهيد مؤتة

## تاريخ الإنشاء
أنشأت قرية تفيريت مع بداية الثمانينيات من القرن الماضي 1981حيث استقرتها بعض الأسر التي كانت تعد على الأصابع إلا أنها شهدت توسعا عمرانيا مذهلا في التسعينيات ومع بداية الألفية الثالثة نتيجة لموقعها المميز حيث يمر بها شارع هو الأكبر في موريتانيا، والأكثر أهمية ونظرا لقربها من العاصمة انواكشوط، ومناخها الصحراوي المميز خاصة أن السكان الموريتانيين يعشقون التخييم خارج العاصمة والتحرر من الروتين، وصخب المدنية وهو ما توفره هذه القرية

## التسمية
أخذت القرية، تفيريت تسميتها من مرتفع رملى يقع على بعد 1,5 كلم من القرية الحالية إلى الجنوب وهذ المسمى مشهور منذ زمن بعيد على مستوى ولاية اترارزة وقد كان مضرب المثل في التصحر حيث أن هناك مثل حسانى يقول (أكثر من أذياب تفيريت) يعنى من كثرة تصحر هذه المنطقة واستخلائها إلا أن نشأة العاصمة نواكشوط بالقرب من تلك المنطقة ثم مرور طريق الأمل منها ساعدا في فك هذه العزلة عن تلك المنطقة 
وتفيريت تعنى باللغة الصنهاجية الكثيب وهو ما أشار إليه شعراء هذه القرية مرارا 
يقول الشاعر اياهى ولد محمد اياهى من أبيات له: 

## الأرض والمناخ
تنحصر قرية تفيريت مابين الخطين °15 °16 غربا و°18 °19 شمالا تقع ضمن نطاق الصحراء الكبرى في الطرف الشمالي لولاية اترارزة على مرتفع رمري في منطقة تغطيها الرمال إضافة إلى بعض الأودية والنباتات الصحراوية وأحزمة الأكاسيا التي تقيم الدولة مشاريعها لمكافحة التصحر على جانب الطريق يتميز مناخها بالاعتدال نهارارغم أنه مناخ صحراوى إلا أنه يؤثر عليه المناخ الساحلى خاصة في الأوقات المتأخرة من النهاروأثناء الليل خيث تنخفض درجات الحرارة وتتراوح نسبة تساقط الأمطار سنويا ما بين 100و 180 ملم سنويا

## النشاطات
يعمل أغلب سكان القرية في العاصمة انواكشوط حيث يشغلون وظائف متنوعة في الدولة ما بين التعليم والصحة والأمن ومختلف الوظائف المتاحة في العاصمة إضافة إلى اشتغال البعض بالتجارة وقطاع التنمية

## التعليم
يوجد في القرية محظرة لتدريس القرآن ومدرسة ابتدائية وما زال السكان القاطنون يطالبون بإعدادية وأغلب السكان يلتحقون بالعاصمة انواكشوط لإكمال الدراسة

## السياحة والترفيه
يمارس السكان في هذه القرية نشاطات ترفيهية متنوعة خاصة في العطلة الصيفية بدءا بالمسابقات الثقافية مرورا بكرة القدم ورياضة التزحلق على الرمال الناعمة وانتهاء بالمخيمات الصيفية.